# Kazuo Yoshimura
Kazuo Yoshimura –en japonés, 吉村 和郎, Yoshimura Kazuo– (6 de julio de 1951) es un deportista japonés que compitió en judo. Ganó una medalla de bronce en el Campeonato Mundial de Judo de 1973 en la categoría de –70 kg.

## Palmarés internacional
| Campeonato Mundial | Campeonato Mundial | Campeonato Mundial | Campeonato Mundial |
| Año                | Lugar              | Medalla            | Categoría          |
| ------------------ | ------------------ | ------------------ | ------------------ |
| 1973               | Lausana (Suiza)    | Medalla de bronce  | –70 kg             |